# Gmina miejska Nova Gorica
Gmina miejska Nova Gorica (słoweń.: Mestna občina Nova Gorica) – gmina w Słowenii. W 2002 roku liczyła 35 600 mieszkańców.

## Miejscowości
Miejscowości wchodzące w skład miejskiej Nova Gorica:

- Ajševica
- Banjšice
- Bate
- Branik
- Brdo
- Budihni
- Čepovan
- Dornberk
- Draga
- Dragovica
- Gradišče nad Prvačino
- Grgar
- Grgarske Ravne
- Kromberk
- Lazna
- Loke
- Lokovec
- Lokve
- Nemci
- Nova Gorica – siedziba gminy
- Osek
- Ozeljan
- Pedrovo
- Podgozd
- Potok pri Dornberku
- Preserje
- Pristava
- Prvačina
- Ravnica
- Rožna Dolina
- Saksid
- Solkan
- Spodnja Branica
- Stara Gora
- Steske
- Sveta Gora
- Šempas
- Šmaver
- Šmihel
- Tabor
- Trnovo
- Vitovlje
- Voglarji
- Zalošče